# Campo de iglesia de San Martín de Salas
El Campo de iglesia de San Martín de Salas, situado en el lugar de San Martín, perteneciente a la parroquia de Salas, en el municipio asturiano de Salas, es una unidad formada por la iglesia parroquial y dos tejos, elementos entre los que existe una vinculación cultural e histórica, que justifican su calificación como Bien de Interés Cultural.

## Campo de iglesia
Los Campos de iglesia en Asturias, son conjuntos formados por un tejo y un elemento del patrimonio cultural material. El tejo es un árbol de gran relevancia cultural en la región, donde ha representado un papel simbólico a lo largo de la historia. Protagonista en antiguas creencias precristianas, pasó a convertirse con el tiempo en icono identitario de la comunidad parroquial, y a ser considerado actualmente como la representación de un pasado mítico, de una identidad asturiana basada en la tradición y un cuerpo de valores ecologistas y medioambientales.
La profunda implantación de la vinculación entre estos dos elementos, se evidencia en la existencia en Asturias de doscientos quince grupos compuestos de edificio religioso y tejo. De entre todos estos, y por sus especiales características, el Principado de Asturias, ha declarado a doce de ellos, entre los que se encuentra el Campo de iglesia de San Martín de Salas, como Bien de Interés Cultural, con la categoría de Sitio Histórico, por Decreto 61/2017, de 20 de septiembre.

## Iglesia
La primera referencia escrita sobre esta iglesia data de 896 y corresponde a la donación otorgada por Gonzalo, arcediano de la iglesia de Oviedo e hijo de Alfonso III, de varias propiedades a la mitra ovetense, entre ellas: “in territoriu Corneliana unam [ecclesiam] que dicitur sancti martini”. Posteriormente, en 1006, la reina Velasquita, esposa de Bermudo II de León, vuelve a donar a esta sede episcopal “in salas etiam damus monasterium sancti martini”, por entonces convertido en un monasterio. Más tarde, en 1020, el abad de este cenobio, Alfonso, lo dona a los laicos Garçía Alvarizi y Adosinda Obequiza: “monastrium quos vocitant Sancti Martini”.
Para el historiador Francisco Javier Fernández Conde, todos estos documentos serían fruto de interpolaciones realizadas por el obispo don Pelayo en el siglo XII, pues de otra forma no se explica cómo la iglesia-monasterio de San Martín pudo ser donada tres veces, primero a la iglesia de San Salvador de Oviedo y años después a dos laicos, y todo ello sin hacer referencia a las donaciones anteriores.
Sin embargo esa documentación, parece verse avalada grosso modo, por la arqueología ya que encastradas en los muros de la iglesia se conservan diferentes lápidas conmemorativas e inscripciones que corroboran la cronología de dichos protocolos y permiten reconstruir los primeros tiempos de esta iglesia.
La fundación de la iglesia se fecha entre los siglos VIII y IX, aunque el progresivo deterioro de este primitivo edificio obligó a reconstruirlo ya en 951, según consta en el texto de una de las lápidas encastradas en el muro meridional de la iglesia, en la que se listan las reliquias que se guardaban en su interior. Otra lápida hace referencia a la reconstrucción de la iglesia gracias a la intervención del presbítero Alfonso, aunque sin mencionar fecha alguna. Una tercera placa conmemorativa, esta vez situada dentro de la iglesia y bajo la antigua tribuna, indica la fecha de la muerte y sepultura de este presbítero.
La figura de “Adefonso” que refieren estas epigrafías resulta clave en la comprensión de la historia de la iglesia de San Martín, aunque no existe acuerdo entre los autores sobre su identificación. Ciriaco Miguel Vigil y Fermín Canella pensaban que podría tratarse de Alfonso IV el Monje, que abdicó en favor de su hermano Ramiro II en 930, tomó los hábitos y después intentó recuperar el trono. Otros autores, como Francisco Diego Santos , consideran que la opción más plausible, es que se trate de Alfonso Froilaz, hijo de Fruela II, como parecería estar indicando el sesgo regio de algunas fórmulas textuales de las lápidas prerrománicas, coincidentes con las de la iglesia de El Valle (Carreño), construida por Alfonso Froilaz, quien en las epigrafías también consta como “Adefonsus Confessus”.
La iglesia prerrománica de San Martín fue reconstruida al completo en el siglo XV y parcialmente modificada en las centurias posteriores, en las que se conservaron veintiuna piezas del antiguo templo altomedieval, encastradas en sus muros exteriores de forma aleatoria y con una cierta función decorativa. Las que aún permanecen en su posición original consisten en tres lápidas conmemorativas, tres placas con cruz latina, una ventana bífora y dos tríforas, dos dinteles tríforos y un fragmento de friso. En 1980, el Ministerio de Cultura acometió una ambiciosa restauración de la iglesia, en la que se decidió retirar las piezas prerrománicas engastadas en los muros para protegerlas de los agentes climáticos. Esta operación se llevó a cabo sin ninguna supervisión técnica, lo que provocó el rechazo de expertos y autoridades locales, que consiguieron paralizar las obras. Las piezas así extraídas estuvieron depositadas en el coro de la Colegiata de Salas hasta 2007, en que se trasladaron al Museo prerrománico de San Martín de Salas, situado en la torre del Castillo de Valdés Salas, donde hoy están expuestas al público. En sustitución de las piezas originales se colocaron en la iglesia de San Martín, réplicas de piedra caliza blanquecina, que son las que ahora pueden verse en los muros exteriores de la iglesia.
En la actualidad, la iglesia presenta una planta rectangular de nave única y testero recto, reforzado al exterior con cuatro contrafuertes. Las características tipológicas de la cabecera datan su construcción en el siglo XV, mientras que el resto del edificio ofrece una cronología más moderna, entre los siglos XVI y XVIII. Es muy probable que a principios de este último siglo se levantase la sacristía adosada a la cabecera. Los libros parroquiales de 1727 refieren diversas obras en la zona de “el altar” realizadas por los vecinos en sestaferia, siendo posible que esta intervención incluyese la construcción de una sacristía. Además, el retablo mayor, también fabricado en 1727, se adapta al hueco de la puerta para entrar en la sacristía, lo que indica que en ese momento ésta ya existía. En 1698 se edificó un cabildo en la iglesia, hoy desaparecido, y a los pies de la nave se levantó una tribuna en el siglo XVIII, de la cual aún se conservan algunas ménsulas de apoyo con restos de policromía roja.
En el imafronte se localiza la portada principal de estilo gótico, estructurada en una triple arquivolta bocelada y ojival, con impostas biseladas decoradas con bolas y jambas en derrame. Lo corona una espadaña trífora dieciochesca, rematada en frontón y decorada con pináculos. No dispone de campanas que, posiblemente, se retirarían una vez la iglesia quedó fuera de servicio. Por los libros parroquiales conocemos los diferentes toques (así para anunciar el bautizo de un niño debían tañerse tres veces, mientras que para el de una niña únicamente se harían sonar dos veces), siendo, a mediados del siglo XVIII, el sacristán el encargado de ello.

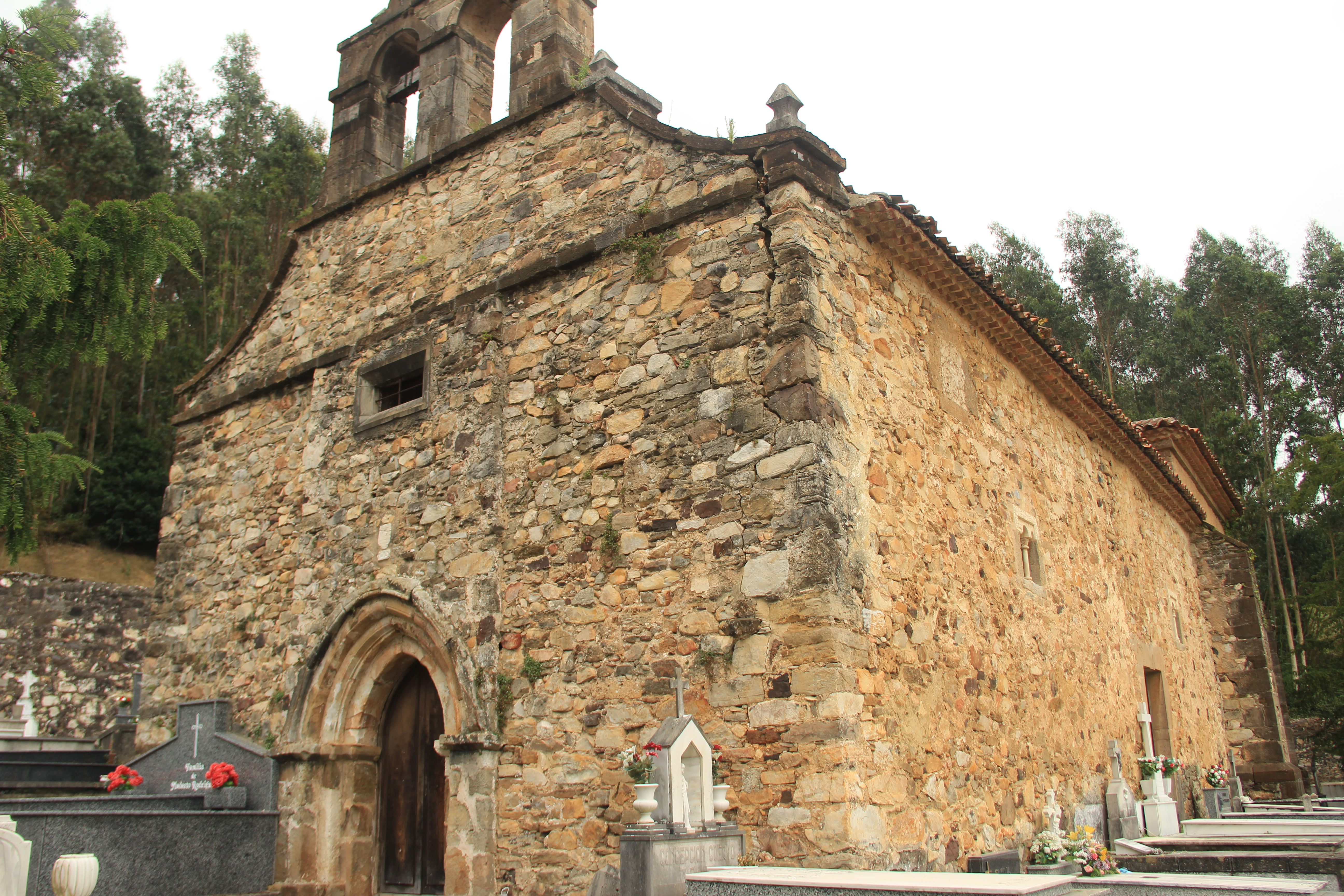
Iglesia: Imafronte y costado sur.

Ya dentro de la iglesia, en el lado de la epístola se abre un sencillo arcosolio gótico de arco apuntado, sobre el que recientemente se colocaron dos fragmentos de friso prerrománicos decorados con motivos biselados. Frente a este arcosolio, al otro lado de la nave, se abre una pequeña hornacina de medio punto, que quizá en su momento albergase la imagen de algún santo.
Un sencillo arco triunfal de medio punto separa la nave del presbiterio, que se encuentra ligeramente elevado respecto al piso de la iglesia, destacando así su importancia ritual.
Un magnífico retablo de estilo rococó preside el presbiterio. Los libros parroquiales nos indican que se construyó en 1727, siendo posible que su ejecución se encargase a un taller de Oviedo, ya que así parece confirmarlo el viaje en carro que varios vecinos de San Martín, realizaron a esta ciudad ese mismo año para recoger una talla del Cristo de la Piedad que formaría parte de dicho retablo. La arquitectura del retablo se organiza en dos pisos, tres calles y un ático. El primer piso consta de una hornacina trilobulada; el segundo está compuesto por un nicho central de medio punto con dos peanas laterales sobre las que se colocarían sendas imágenes, y el ático lo forma una pequeña hornacina rematada con motivos vegetales. El retablo destaca por su decoración pintada, a base de trampantojos de mármol, flores y esquematizaciones vegetales, ejecutadas con vivos colores, aunque lamentablemente las imágenes que adornaban el retablo han desaparecido.
Los sistemas de cubrición de la iglesia adoptan fórmulas más o menos cultas dependiendo de la importancia de los espacios que protegen. Así en el presbiterio se utilizó una bóveda de crucería gótica de ocho nervios apoyados en ménsulas, la nave se cubre con una sencilla armadura de madera dispuesta en par y nudillo, y la sacristía se techa con simples vigas tirantes y un entablillado de madera.
La posición periférica del templo respecto a la villa, y el progresivo despoblamiento de San Martín,  determinó que la iglesia se cerrase al culto en julio de 1896 y que éste se trasladase a la más céntrica Colegiata de Santa María la Mayor en Salas. El cementerio continuó en activo, aprovechando que, una vez desafectada la iglesia, cumplía con todos los requisitos higienistas de la época, ya que se situaba lejos de la población y en una zona bien ventilada. Las tumbas se extienden por todo el campo de la iglesia, llegando hasta las paredes del templo y el tronco de sus tejos. Sin duda alguna, esta característica, única en Asturias, convierte a la iglesia de San Martín en un enclave singular cargado de un cierto aire poético y emotivo. Desde que se cerrase al culto en 1896, la iglesia únicamente se abre para celebrar la misa del Día de Difuntos, aprovechando que el cementerio está su lado.
La iglesia fue declarada Monumento Nacional de Interés Histórico-Artístico mediante Decreto de 3 de junio de 1931.

## Tejos

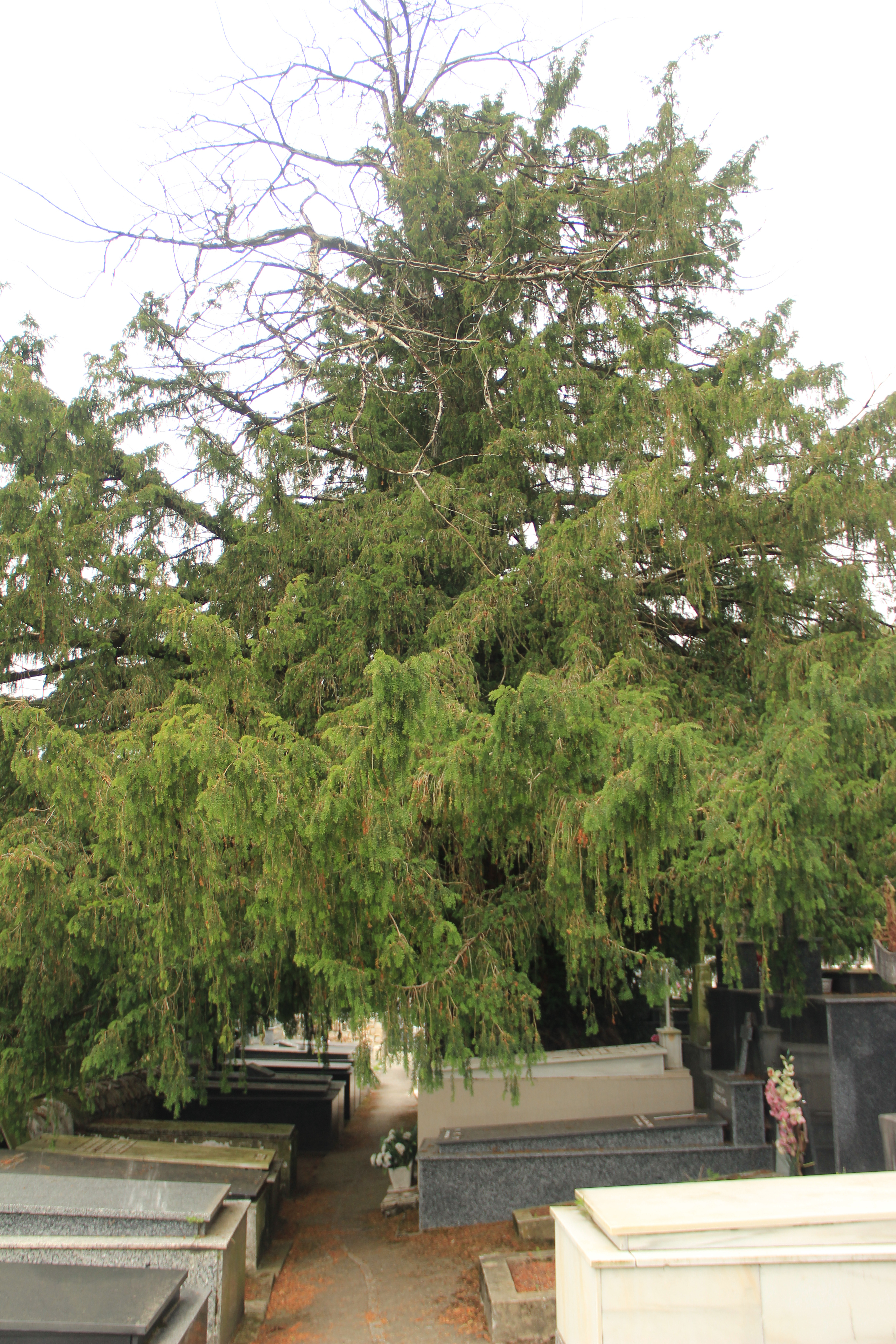
Tejo de mayor antigüedad.

Junto a la iglesia se levantan dos tejos femeninos, situados a la entrada y al fondo del recinto amurallado que circunda la iglesia y el cementerio. El primero tiene un perímetro troncal de doscientos noventa centímetros y el segundo de seiscientos diez centímetros. Sus edades estimadas rondarían los trescientos y quinientos años respectivamente. Es posible que el más antiguo se plantase para conmemorar la reforma de la iglesia acontecida en el siglo XV y que el más joven lo hiciese con la realizada en el siglo XVIII.
El tejo más antiguo tiene una parte importante de su ramaje seco, su tronco presenta una oquedad de cierto tamaño, y no ofrece un buen estado de salud. Todo apunta a que las tumbas recientemente abiertas junto a él, han seccionado algunas de sus raíces y son las principales causantes de su lamentable apariencia, así como el asfaltado del cementerio, que impide a las raíces captar agua y hace que soporten un peso extra nada recomendable. Este ejemplar fue declarado Monumento Natural mediante Decreto 77/1995 de 27 de abril.
Por el contrario, el tejo más joven presenta una copa frondosa y de un verde intenso que evidencia su buen estado de salud, y hasta el momento no se ha visto afectado por ninguna de las circunstancias mencionadas para el otro tejo.